# فریمن وود
فریمن وود (انگلیسی: Freeman Wood؛ ‏ ۱ ژوئیهٔ ۱۸۹۶ – ۱۵ فوریهٔ ۱۹۵۶) یک هنرپیشه اهل ایالات متحده آمریکا بود. در ۲۵ سال بازیگری اش او ۶۰ فیلم را در کارنامه اش دارد. از جمله فیلم‌هایی که او بازی کرده‌است می‌توان به شمال یخ‌زده، بزدل و ولز فارگو اشاره کرد.